# Campoplex daritis
Campoplex daritis är en stekelart som beskrevs av Carlos Schrottky 1911. Campoplex daritis ingår i släktet Campoplex och familjen brokparasitsteklar. Inga underarter finns listade.